# ソラリス (バンド)
ソラリス（Solaris）は、1980年に結成されたハンガリーのプログレッシブ・ロック・バンドである。
彼らの音楽はメロディックな内容が多く、多くの場合、東ヨーロッパのテーマが絡み合っており、ダイナミックさと拡張されたテーマの広がりをハイライトとしている。フルート、ギター、キーボードといったリード楽器の間には、テーマを発展させるため何度も使用される相互作用がたくさんあった。さまざまな楽器にソロで演奏する場面を提供することではなく、個々の作品を発展させるためコンテクストのなかでそれらの楽器を使用することに重点を置いていた。
バンドの名前は、スタニスワフ・レムの哲学的なSF小説『ソラリスの陽のもとに』に由来している。彼らのファースト・アルバムのタイトルは『火星年代記』を参照している。メンバーは、これらの作品をはじめ他のSF書籍にも影響を受けたと明言している。
ソラリスの曲の大半はインストゥルメンタルである。彼らの最初のアルバムである『火星年代記』の1曲目は例外で、音楽の上でいくつかの言葉が話されている。ピッチシフト、ディストーション、アルバムのテーマにより、多くのリスナーはそのナレーションが推定上の火星の言語であると推測したが、実際はハンガリー語であった。その内訳は「Megrepedt tükrök (壊れた鏡) / Kormos acélfalak (すすけた鋼鉄の壁) / Halott szeméthegyek (死んだゴミの山) / És szennyes tavak (そして汚染された湖) / Azt mondod, itt élt valaha az ember? (人類がかつてここに住んでいたと言いますか?)」となっている。アルバム『1990』の「Egészséges Optimizmus」 (Healthy Optimism) にも、イントロにハンガリー語のナレーションがあり、アルバム『ノストラダムス (予言者の本)』の数曲ではラテン語による詠唱がなされている。
1986年から1990年にかけて、ソラリスのメンバーは歌手のヴィンツェ・リッロ (Vincze Lilla)と一緒に新しいバンド「Napoleon Boulevard」を結成した。バンドはより主流のロック・サウンドを持ち、5枚のとても成功したアルバムをリリースしている。
2003年6月、Kollár Attilaはインタビューでバンドがまだ活動的であり、その年に新しいスタジオ・アルバムの制作を開始すると述べた。
スタジオ・アルバム（および1995年にロサンゼルスで開催されたProgfestで録音されたライブの2枚組CD）に続いて、バンドは3巻分の「オフィシャル・ブートレグ」シリーズを開始した。タイトルにあるように、これらには以前に公式リリースされたことのない録音が含まれており、主にライブ素材で構成されている。2枚目のタイトル・トラック「NOAB」は、元々、ファースト・アルバムに収録することを目的としていたが、スタジオで録音されたことはなかった。
2007年12月、ドラマーのGömör Lászlóは『Alternative Press』誌に「バンドは再結成を試みたことがほとんどなく、（ソラリスが）再結成する可能性は低いようだ」と語った。
最近になって新しいスタジオ・アルバム『火星年代記 II』が発表され、2014年10月26日にリリースされている。
2019年、アルバム『ノストラダムス (予言者の本)』の続編となるアルバム『Nostradamus 2.0 - Returnity (Unborn Visions)』がリリースされた。

## メンバー
※ハンガリーでは日本のように姓→名の順にする人名表記が一般的なため、それに準じる
- Erdész Róbert - キーボード (1980年-)
- Kollár Attila - フルート (1980年-)
- Gömör László - ドラム (1982年-)
- Kisszabó Gábor - ベース (1980年-1982年、1995年-)
- Bogdán Csaba - ギター (1981年-1982年、1995年-)

### 旧メンバー
- Cziglán István - ギター (1980年-1998年) ※1998年死去
- Rauschenberger Ferenc - ドラム (1981年-1982年)
- Seres Attila - ベース (1980年)
- Tóth Vilmos - ドラム (1980年-1981年)
- Pócs Tamás - ベース (1982年-2011年)

## ディスコグラフィ

### スタジオ・アルバム
- 『火星年代記』 - Marsbéli Krónikák (Martian Chronicles) (1984年)
- 『1990』 - 1990 (1990年)
- 『ノストラダムス (予言者の本)』 - Nostradamus: Próféciák könyve (Nostradamus: Book of Prophecies) (1999年)
- 『火星年代記 II』 - Martian Chronicles II (2014年)
- Nostradamus 2.0 - Returnity (Unborn Visions) (2019年)

### ライブ・アルバム
- Live in Los Angeles (1996年)
- 『バック・トゥ・ザ・ルーツ』 - Solaris archív 1. - Back to the roots... (Az első idők...) (2000年) ※オフィシャル・ブートレグ
- 『NOAB (アーカイブ2)』 - Solaris archív 2. - NOAB (2005年) ※オフィシャル・ブートレグ
- Nostradamus - Live in Mexico (2007年) ※ライブCD+DVD
- Live in Los Angeles (2010年) ※ライブDVD
- Martian Chronicles live, Koncert a Muvészetek Palotájában (2014年)

### シングル
- "Solaris" (1980年) ※Hit-Rockとのスプリット・シングル
- "Ellenpont (Counterpoint)" (1981年)